# Razas de perros de la FCI
Las Razas de perros de la FCI son aquellas razas de perros reconocidas y clasificadas por la Federación Cinológica Internacional (FCI). 
La FCI reconoce 354 razas a título definitivo y cada una es 'propiedad' de un país específico, donde tuvo su origen. Todas ellas se engloban en 10 Grupos bajo un número de registro, un número de sección y un número de grupo.
Por ejemplo, el buhund noruego es la raza número 237, sección 3 del grupo 5, y pertenece a Noruega; el pastor alemán es la raza número 166, sección 1 del grupo 1, y pertenece a Alemania; y el dálmata es la raza número 153, sección 3 del grupo 6, y pertenece a Croacia. 

## Grupos y secciones
| Grupo I - Perros de pastor y perros boyeros (excepto perros boyeros suizos)                     | - Sección 1: Perros de pastor - Sección 2: Perros Boyeros (excepto boyeros suizos) |
| Grupo II - Perros tipo pinscher y schnauzer - Molosoides - Perros tipo montaña y boyeros suizos | - Sección 1: Tipo Pinscher y schnauzer - Sección 2: Molosoides - Sección 3: Perros tipo montaña y boyeros suizos |
| Grupo III - Terriers                                                                            | - Sección 1: Terriers de talla grande y media - Sección 2: Terriers de talla pequeña - Sección 3: Terriers de tipo bull - Sección 4: Terriers de compañía |
| Grupo IV - Teckels                                                                              | - Sección 1 : Teckels |
| Grupo V - Perros tipo spitz y tipo primitivo                                                    | - Sección 1: Perros nórdicos de trineo - Sección 2: Perros nórdicos de cacería - Sección 3: Perros nórdicos de guardia y pastoreo - Sección 4: Spitz europeos - Sección 5: Spitz asiáticos y razas semejantes - Sección 6: Tipo primitivo - Sección 7: Tipo primitivo - Perros de caza |
| Grupo VI - Perros tipo sabueso, perros de rastro y razas semejantes                             | - Sección 1: Perros tipo sabueso - Sección 2: Perros de rastro - Sección 3: Razas semejantes |
| Grupo VII - Perros de muestra                                                                   | - Sección 1: Perros de muestra continentales - Sección 2: Perros de muestra ingleses e irlandeses |
| Grupo VIII - Perros cobradores de caza - Perros levantadores de caza - Perros de agua           | - Sección 1: Perros cobradores de caza - Sección 2: Perros levantadores de caza - Sección 3: Perros de agua |
| Grupo IX - Perros de compañía                                                                   | - Sección 1: Bichons y razas semejantes - Sección 2: Caniche - Sección 3: Perros belgas de talla pequeña - Sección 4: Perros sin pelo - Sección 5: Perros tibetanos - Sección 6: Chihuahueño - Sección 7: Spaniel ingleses de compañía - Sección 8: Spaniels japoneses y pekineses - Sección 9: Spaniel continental enano de compañía y Russkiy Toy - Sección 10: Kromfohrländer - Sección 11: Molosoides de talla pequeña |
| Grupo X - Lebreles                                                                              | - Sección 1: Lebreles de pelo largo u ondulado - Sección 2: Lebreles de pelo duro - Sección 3: Lebreles de pelo corto |